# Helvia (madre de Séneca)
Helvia (Alba Urgabona, actual Arjona, c. 20 a. C-Roma ¿?) fue una matrona romana perteneciente a la ilustre familia de los Helvios. Fue la mujer de Marco Anneo Séneca, el Retórico de Córdoba y madre de tres hijos, Galión, el filósofo Lucio Anneo Séneca y Marco Anneo Mela.

## Trayectoria
Su padre, Marco Helvio Novato, fue magistrado sacerdotal. Muy joven se trasladó a Córdoba.
A los catorce años contrajo matrimonio con Marco Anneo Séneca, conocido como El Retórico o El Viejo. Su matrimonio se celebró bajo la fórmula sine manu, por el que el padre mantenía la tutela de la mujer, fórmula que permitía a la esposa mantener su independencia y administrar sus propios bienes; además, al dar a luz a su tercer hijo, Lucio Anneo Mela, consiguió el derecho de ser libre de cualquier tutela, marital o paterna. gracias al ius trium liberorum.
Acompañó a su marido a Roma entre el año 3 y el 5, cuando su segundo hijo acababa de nacer. Al quedar viuda volvió a la casa paterna y regresó a Roma, donde hacía años que vivía su hijo Séneca, quien había sido reclamado por Augusto.
Conocemos su vida por él ya que escribió en su exilio en Córcega su libro Consolación a  Helvia hacia el año 47 bajo Claudio. La dedicó a su madre y en ella explica que Helvia había sufrido toda su vida, porque su madre había muerto cuando ella nació y fue criada por una madrastra, había perdido a su marido y a su tío más querido en el plazo de un mes, añade también su dolor por la muerte de uno de sus nietos además del exilio de su hijo, y lamenta también el que las mujeres no pudieran acceder a la cultura aun siendo inteligentes y sabias como su madre.
Helvia tenía una hermanastra, Marcia, que había velado por Séneca. Al quedarse viuda, volvió a dedicarse a los estudios, lo que le había sido prohibido por su esposo, y se ocupó de la educación de sus nietos, Novatila, hijo de Novato y el futuro poeta Marco Anneo Lucano, hijo de Mela y Acilia.
Se desconoce la fecha de su muerte.

## Reconocimientos
- En Córdoba una calle lleva su nombre.[2]
- En Arjona se erigió en 2007 un monumento en su honor.[6]